# Кілкіс
Кілкіс (грец. Κιλκίς, тур. Kılkış) або Кукуш (болг. і мак. Кукуш) — місто в Греції, в області Македонія, столиця однойменного ному Кілкіс.

## Історія
Перші поселення віднесені археологами до бронзової доби. Їх залишки, датовані 2 тисячоліттям до н. е., надали цінну інформацію про прадавню епоху. Давнє місто Пеонія, що існувало на місці сучасного Кілкісу, вперше згадується у поемах Гомера. Уже у 8 столітті до н. е. Кілкіс став потужним полісом Македонського царства, і був центром регіону Крестонія. На період правління Філіппа II Македонського приходиться розквіт давнього Кілкісу, по сусідству з яким у Крестонії було зведено низку нових міст: Ідомені, Аталанті, Гортинія, Клітея, Врагілос, Йорон, Хетея, Карабія, Баїрос, Моррілос, Доверос, Еврос та Калліндрія.
У 148 до н. е. римляни захопили Кілкіс на більше ніж два століття, проте поступились навалі різних племен6 готів, гунів, аварівв та зрештою слов'ян, які поступово оселилися на Балканському півострові.
У візантійську добу місто продовжувало бурхливо розвиватись, у цей же час з'явилась власне назва Кілкіс, так місто називали самі греки. На сході Візантійської імперії її іменували Каллікон, пізніше османи — Калкітсі, або Кілкіш, слов'яни Балкан і нині називають місто Кукуш.

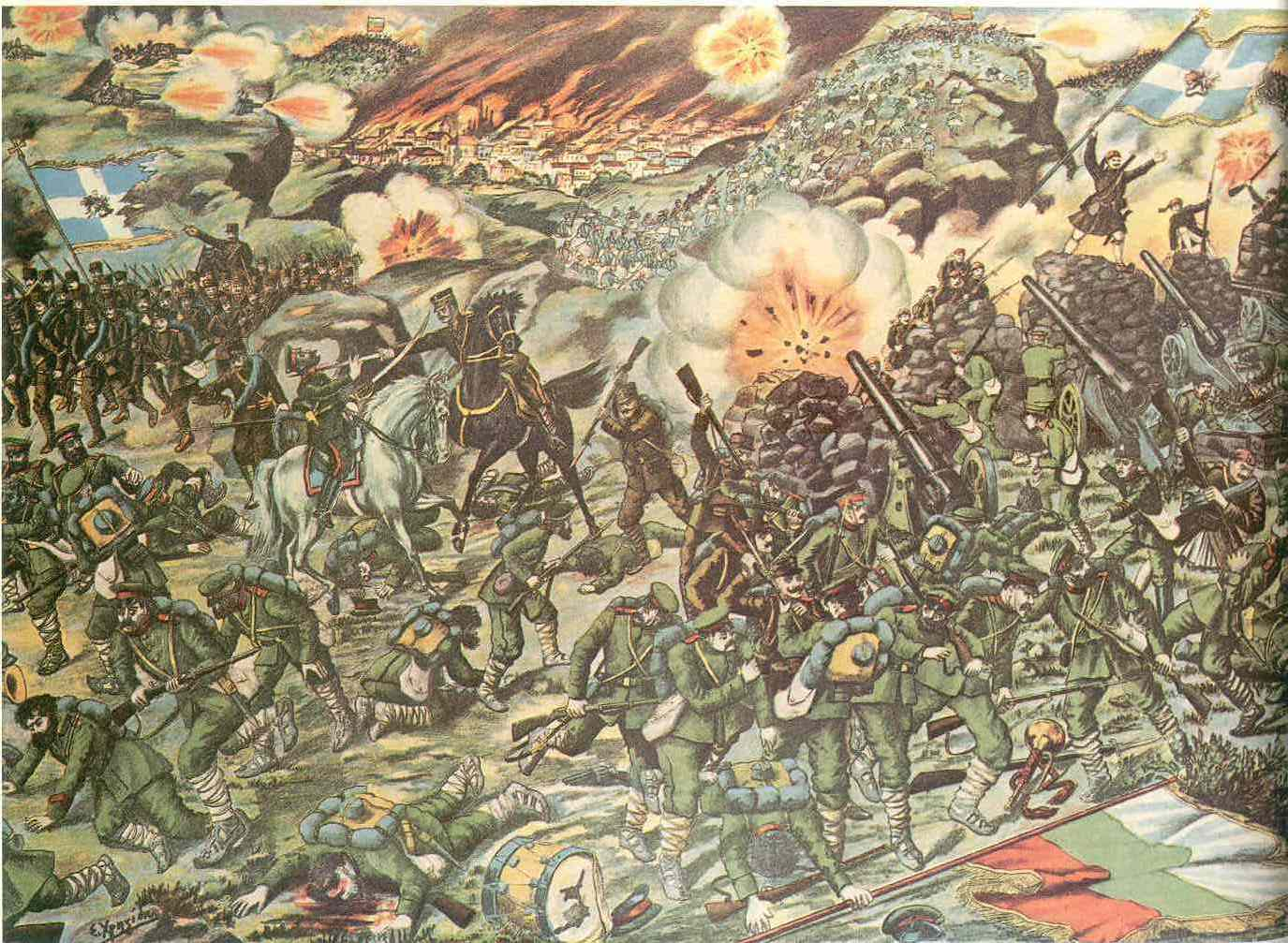
Літографія «Битва при Кілкісі»

Період процвітання закінчився 1430 року, коли Салоніки та вся Македонія були захоплені Османською імперією. Окрім подій Грецької революції, наприкінці 19 століття Кілкіс став одним із центрів розгорнутої Боротьби за Македонію. Лідерами збройних загонів Кілкісу були Георгіос Самарас, Іоанніс Доранліс та Петрос Кукідіс. евангелія Траяну-Жзуку та Катерина Стампулі керували госпіталізацією македонських бойовиків. Попри те, що болгарам вдалось встановити контроль над містом, значну допомогу грекам надавала родина фанаріотів Хатзіапостолі, яким належали угіддя та великі ферми. Останні нерідко ставали прихистком для македонських бойовиків.
Наприкінці XIX століття у Кілкісі мешкали майже тільки болгари. У 1873 р. у місті налічувалось 1170 домашніх господарств, при цьому серед мешканців міста: 5235 — болгари, 450 — греки, 155 — мусульмани і 40 цигани. За дослідженням 1905 року конфесійний склад був наступним: 9712 осіб — Греко-болгарська схизма, 40 — Константинопольська православна церква, 592 — уніати, 16 протестантів. На початку липня 1913 року в ході Другої Балканської війни відбулась битва поблизу Кілкіса.
Поблизу міста пролягав Македонський фронт Першої світової війни, місто утримували сили Антанти.

## Персоналії
- Дімітар Влахов — македонський революціонер.
- Петар Даврінгов (1875—1958) — болгарський революціонер.
- Гоце Делчев — болгарський і македонський революціонер.
- Константінос Кільдітіс — політик.
- Лукас Маврокефалідіс — грецький баскетболіст.
- Христо Смирненськи — македонський поет.
- Георгіос Флоридіс — політик.
- Саввас Цитурідіс — колишній міністр праці Греції.
- Нікола Янев (1888—1921) — болгарський просвітник, письменник та журналіст.